# 何加林
何加林（1961年—），男，浙江杭州人，中国画家，现任中国美术学院教授，中国美术家协会理事，中国文艺志愿者协会副主席。